# Ferriere Fieramosca

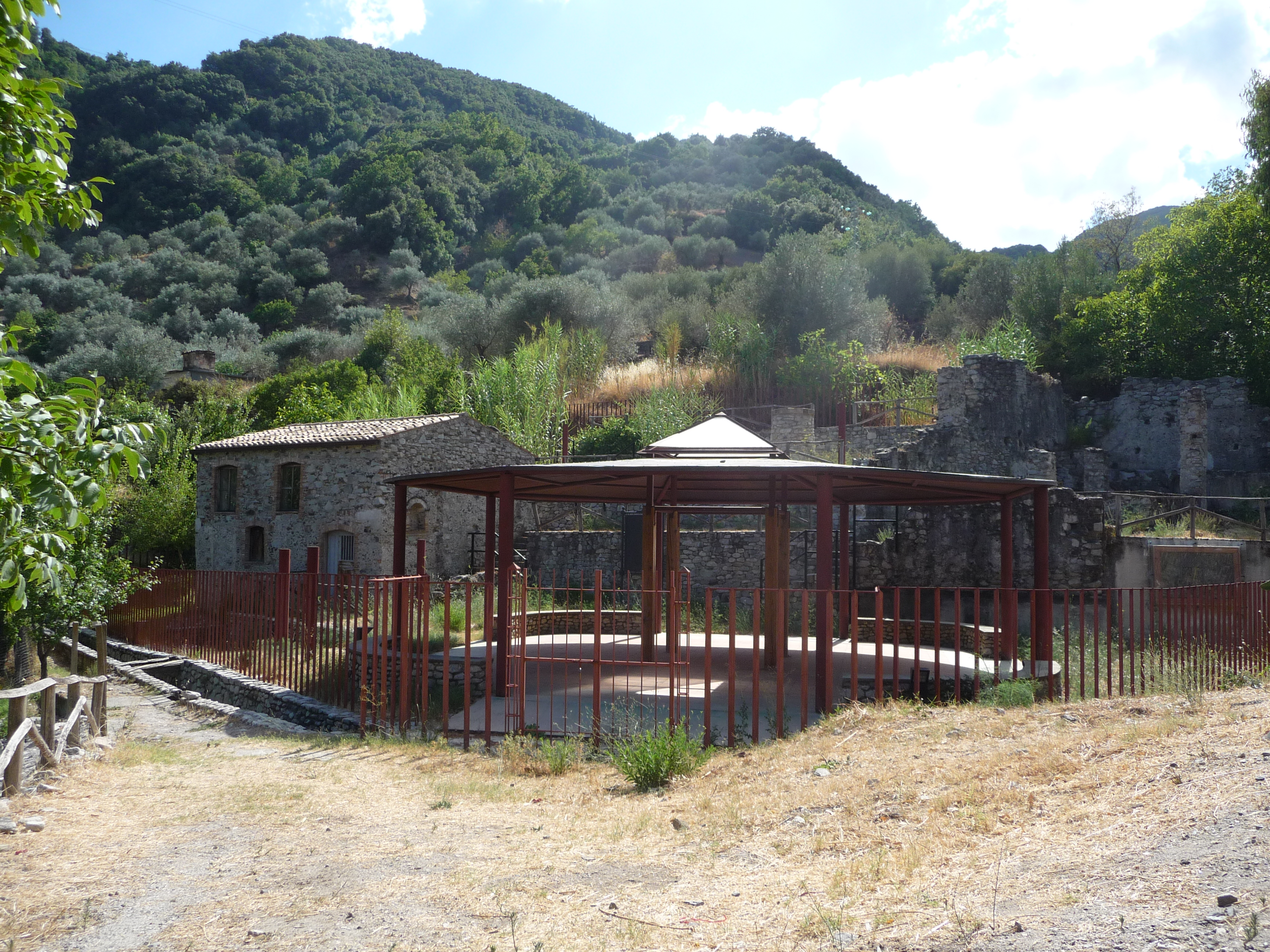
Ferriera do furnu (ora Mulinu do furnu)

Le Ferriere Fieramosca sono quelle ferriere situate in Calabria nelle Serre Calabresi, cedute da Carlo V (proprietario dal 1516) al suo scudiero Cesare Fieramosca (fratello di Ettore Fieramosca), il 30 maggio del 1523 e le altre 3 ferriere cedute il 28 dicembre del 1524.
Il 14 luglio 1526, Carlo V confermò, con un Diploma, l'avvenuta cessione delle ferriere già esplicitate nei precedenti due diplomi del 1523 e 1524.
Rimasero escluse le ferriere di Pazzano e la Regia ferriera di Stilo.

## Ferriere Fieramosca

### Ferriere cedute con il diploma del 30 maggio del 1523
- Ferriera di Campoli (Caulonia)[2]
- Ferriere di Trentatarì (Fabrizia e Spatola)[2]
- Ferriera del forno, Attuale Mulino do furnu (Bivongi)[2]

### Ferriere cedute con il diploma del 28 dicembre del 1524
- 3 ferriere di Campoli (Caulonia)[2]

## XV Secolo
Dal 1601 al 1608 le ferriere vengono affittate ad una persona di nome Ravaschieri. Fino al 1620 sono di proprietà della corte reale, quando gli eredi di Fieramosca ne richideranno la restituzione che otterranno 20 anni dopo.